# 2018-as Formula–E New York nagydíj
A 2018-as Formula–E New York nagydíj egy két fordulóból álló versenyhétvége volt, amelyet július 14-én július 15-én rendeztek meg a Brooklyni utcai pályán.  Ez volt a 2017–2018-as szezon utolsó versenyhétvégéje. Az első futamot Lucas di Grassi, míg a másodikat Jean-Éric Vergne nyerte meg.

## Eredmények

### 1. verseny

#### Időmérő
| Pozíció | #  | Versenyző              | Csapat            | CS       | SP       | Rajthely |
| ------- | -- | ---------------------- | ----------------- | -------- | -------- | -------- |
| 1.      | 9  | Sébastien Buemi        | e.dams–Renault    | 1:14.178 | 1:13.911 | 1        |
| 2.      | 20 | Mitch Evans            | Jaguar            | 1:14.050 | 1:14.465 | 2        |
| 3.      | 8  | Nico Prost             | e.dams–Renault    | 1:14.198 | 1:14.921 | 3        |
| 4.      | 7  | Jérôme d’Ambrosio      | Dragon-Penske     | 1:14.121 | 1:15.391 | 4        |
| 5.      | 66 | Daniel Abt             | Audi              | 1:13.981 | 1:16.579 | 5        |
| 6.      | 3  | Nelson Piquet Jr.      | Jaguar            | 1:14.203 |          | 6        |
| 7.      | 6  | José María López       | Dragon-Penske     | 1:14.244 |          | 7        |
| 8.      | 5  | Maro Engel             | Venturi           | 1:14.292 |          | 8        |
| 9.      | 4  | Tom Dillmann           | Venturi           | 1:14.304 |          | 9        |
| 10.     | 23 | Nick Heidfeld          | Mahindra          | 1:14.322 |          | 10       |
| 11.     | 1  | Lucas di Grassi        | Audi              | 1:14.325 |          | 11       |
| 12.     | 28 | António Félix da Costa | Andretti–BMW      | 1:14.382 |          | 12       |
| 13.     | 36 | Alex Lynn              | Virgin–Citroën    | 1:14.473 |          | 13       |
| 14.     | 2  | Sam Bird               | Virgin–Citroën    | 1:14.484 |          | 14       |
| 15.     | 68 | Luca Filippi           | NIO               | 1:14.523 |          | 15       |
| 16.     | 19 | Felix Rosenqvist       | Mahindra          | 1:14.825 |          | 16       |
| 17.     | 27 | Stéphane Sarrazin      | Andretti–BMW      | 1:26.036 |          | 17       |
| 18.     | 25 | Jean-Éric Vergne       | Techeetah–Renault | —        |          | 18[a]    |
| 19.     | 18 | André Lotterer         | Techeetah–Renault | —        |          | 19[a]    |
| Vi      | 16 | Oliver Turvey          | NIO               | —        |          | 20[b]    |
| Forrás: |    |                        |                   |          |          |          |

Megjegyzések:
- ↑ a:  Jean-Éric Vergne és André Lotterer köridejeit törölték a kvalifikációt követően, amiért a megengedett 200KW-os teljesítményhatárt túllépték.[5]
- ↑ b:  Oliver Turvey eltörte a bal kezén lévő V. kézközépcsontot, ezért visszalépett a második szabadedzést követően.[6]

#### Futam
| Pozíció | #  | Versenyzó              | Csapat            | Körök | Idő/kiesés oka | Rajthely | Pontok  |
| ------- | -- | ---------------------- | ----------------- | ----- | -------------- | -------- | ------- |
| 1       | 1. | Lucas di Grassi        | Audi              | 43    | 1:02:30.054    | 11       | 25      |
| 2.      | 66 | Daniel Abt             | Audi              | 43    | +0.965         | 5        | 18+1[c] |
| 3.      | 9  | Sébastien Buemi        | e.dams-Renault    | 43    | +2.583         | 1        | 15+3[d] |
| 4.      | 4  | Tom Dillmann           | Venturi           | 43    | +4.090         | 9        | 12      |
| 5.      | 25 | Jean-Éric Vergne       | Techeetah–Renault | 43    | +4.679         | 18       | 10      |
| 6.      | 23 | Nick Heidfeld          | Mahindra          | 43    | +5.142         | 10       | 8       |
| 7.      | 18 | André Lotterer         | Techeetah–Renault | 43    | +5.810         | 19       | 6       |
| 8.      | 5  | Maro Engel             | Venturi           | 43    | +6.312         | 8        | 4       |
| 9.      | 2  | Sam Bird               | Virgin–Citroën    | 43    | +6.833         | 14       | 2       |
| 10.     | 8  | Nico Prost             | e.dams-Renault    | 43    | +8.389         | 3        | 1       |
| 11.     | 28 | António Félix da Costa | Andretti–BMW      | 43    | +9.114         | 12       |         |
| 12.     | 27 | Stéphane Sarrazin      | Andretti–BMW      | 43    | +13.242        | 17       |         |
| 13.     | 7  | Jérôme d’Ambrosio      | Dragon-Penske     | 43    | +13.805        | 4        |         |
| 14.     | 19 | Felix Rosenqvist       | Mahindra          | 43    | +35.452        | 16       |         |
| 15.     | 68 | Luca Filippi           | NIO               | 42    | +1 kör         | 15       |         |
| Ki      | 36 | Alex Lynn              | Virgin–Citroën    | 33    | baleset        | 13       |         |
| Ki      | 6  | José María López       | Dragon-Penske     | 30    | felfüggesztés  | 7        |         |
| Ki      | 3  | Nelson Piquet Jr.      | Jaguar            | 30    | akkumulátor    | 6        |         |
| Ki      | 20 | Mitch Evans            | Jaguar            | 0     | kardántengely  | 2        |         |
| Vi      | 16 | Oliver Turvey          | NIO               | —     | —              | —        |         |
| Forrás: |    |                        |                   |       |                |          |         |

Megjegyzések:
- ↑ c:  Rosenqvist érte el a leggyorsabb kört, azonban a legjobb tízen kívül zárt, így a bónuszpontot Abt kapta meg.
- ↑ d:  +3pont a pole-pozícióért.

### 2. verseny

#### Időmérő
| Pozíció | #  | Versenyző              | Csapat            | CS       | SP       | Rajthely |
| ------- | -- | ---------------------- | ----------------- | -------- | -------- | -------- |
| 1.      | 9  | Sébastien Buemi        | e.dams-Renault    | 1:18.139 | 1:17.973 | 1        |
| 2.      | 18 | André Lotterer         | Techeetah–Renault | 1:18.315 | 1:18.013 | 2        |
| 3.      | 25 | Jean-Éric Vergne       | Techeetah–Renault | 1:18.571 | 1:18.031 | 3        |
| 4.      | 66 | Daniel Abt             | Audi              | 1:18.432 | 1:18.145 | 4        |
| 5.      | 1  | Lucas di Grassi        | Audi              | 1:17.867 | —        | 5        |
| 6.      | 20 | Mitch Evans            | Jaguar            | 1:18.580 |          | 6        |
| 7.      | 3  | Nelson Piquet Jr.      | Jaguar            | 1:18.704 |          | 7        |
| 8.      | 2  | Sam Bird               | Virgin–Citroën    | 1:18.794 |          | 8        |
| 9.      | 19 | Felix Rosenqvist       | Mahindra          | 1:18.828 |          | 9        |
| 10.     | 27 | Stéphane Sarrazin      | Andretti–BMW      | 1:19.017 |          | 10       |
| 11.     | 6  | José María López       | Dragon-Penske     | 1:19.114 |          | 11       |
| 12.     | 7  | Jérôme d’Ambrosio      | Dragon-Penske     | 1:19.124 |          | 12       |
| 13.     | 23 | Nick Heidfeld          | Mahindra          | 1:19.168 |          | 13       |
| 14.     | 4  | Tom Dillmann           | Venturi           | 1:19.365 |          | 14       |
| 15.     | 68 | Luca Filippi           | NIO               | 1:19.454 |          | 15       |
| 16.     | 8  | Nico Prost             | e.dams-Renault    | 1:19.529 |          | 16       |
| 17.     | 5  | Maro Engel             | Venturi           | 1:19.540 |          | 17       |
| 18.     | 36 | Alex Lynn              | Virgin–Citroën    | 1:19.658 |          | 19[e]    |
| 19.     | 16 | Ma Csing-hua           | NIO               | 1:26.086 |          | 18       |
| 20.     | 28 | António Félix da Costa | Andretti–BMW      | —        |          | 20[e]    |
| Forrás: |    |                        |                   |          |          |          |

Megjegyzés:
- ↑ e:  Alex Lynn és António Félix da Costa tíz rajthelyes büntetésben részesültek, miután váltót cseréltek az autóikban.[8][9]

#### Futam
| Pozíció | #  | Versenyzó              | Csapat            | Körök | Idő/kiesés oka | Rajthely | Pontok  |
| ------- | -- | ---------------------- | ----------------- | ----- | -------------- | -------- | ------- |
| 1.      | 25 | Jean-Éric Vergne       | Techeetah–Renault | 43    | 1:01:38.089    | 2        | 25      |
| 2.      | 1  | Lucas di Grassi        | Audi              | 43    | +0.508         | 5        | 18      |
| 3.      | 66 | Daniel Abt             | Audi              | 43    | +1.287         | 4        | 15+1[f] |
| 4.      | 9  | Sébastien Buemi        | e.dams-Renault    | 43    | +1.780         | 1        | 12+3[g] |
| 5.      | 19 | Felix Rosenqvist       | Mahindra          | 43    | +12.146        | 9        | 10      |
| 6.      | 20 | Mitch Evans            | Jaguar            | 43    | +20.050        | 6        | 8       |
| 7.      | 3  | Nelson Piquet Jr.      | Jaguar            | 43    | +20.592        | 7        | 6       |
| 8.      | 23 | Nick Heidfeld          | Mahindra          | 43    | +24.275        | 13       | 4       |
| 9.      | 18 | André Lotterer         | Techeetah–Renault | 43    | +28.821        | 2        | 2       |
| 10.     | 2  | Sam Bird               | Virgin–Citroën    | 43    | +32.810        | 8        | 1       |
| 11.     | 8  | Nico Prost             | e.dams-Renault    | 43    | +34.100        | 16       |         |
| 12.     | 27 | Stéphane Sarrazin      | Andretti–BMW      | 43    | +34.594        | 10       |         |
| 13.     | 16 | Ma Csing-hua           | NIO               | 42    | +1 kör         | 18       |         |
| 14.     | 36 | Alex Lynn              | Virgin–Citroën    | 42    | +1 kör         | 19       |         |
| 15.     | 28 | António Félix da Costa | Andretti–BMW      | 40    | +3 kör         | 20       |         |
| Ki      | 5  | Maro Engel             | Venturi           | 15    | erőforrás      | 17       |         |
| Ki      | 68 | Luca Filippi           | NIO               | 7     | baleset        | 15       |         |
| Ki      | 7  | Jérôme d’Ambrosio      | Dragon-Penske     | 6     | baleset        | 12       |         |
| Ki      | 6  | José María López       | Dragon-Penske     | 5     | felfüggesztés  | 11       |         |
| Ki      | 4  | Tom Dillmann           | Venturi           | 4     | váltó          | 14       |         |
| Forrás: |    |                        |                   |       |                |          |         |

Megjegyzések:
- ↑ f:  +1pont a leggyorsabb körért.
- ↑ g:  +3pont a pole-pozícióért.

## A bajnokság állása a futamok után
(Teljes táblázat)
| H  | Versenyzők       | Pont | H  | Konstruktőrök     | Pont |
| -- | ---------------- | ---- | -- | ----------------- | ---- |
| 1. | Jean-Éric Vergne | 198  | 1. | Audi              | 264  |
| 2. | Lucas di Grassi  | 144  | 2. | Techeetah–Renault | 262  |
| 3. | Sam Bird         | 143  | 3. | Virgin–Citroën    | 160  |
| 4. | Sébastien Buemi  | 125  | 4. | Mahindra          | 138  |
| 5. | Daniel Abt       | 120  | 5. | e.dams–Renault    | 133  |

- Jegyzet: Csak az első 5 helyezett van feltüntetve mindkét táblázatban.